# Davor Šuker
Davor Šuker (født 1. januar 1968) er en kroatisk fodboldspiller. Han spillede i sin aktive karriere for bl.a. Arsenal, Real Madrid og Croatia Zagreb.
På det kroatiske landshold opnåede han både at vinde bronze ved VM i fodbold 1998 samt at vinde "Den gyldne støvle" samme år da han blev topscorer i VM-turneringen.